# Kanał żeglugowy wododziałowy

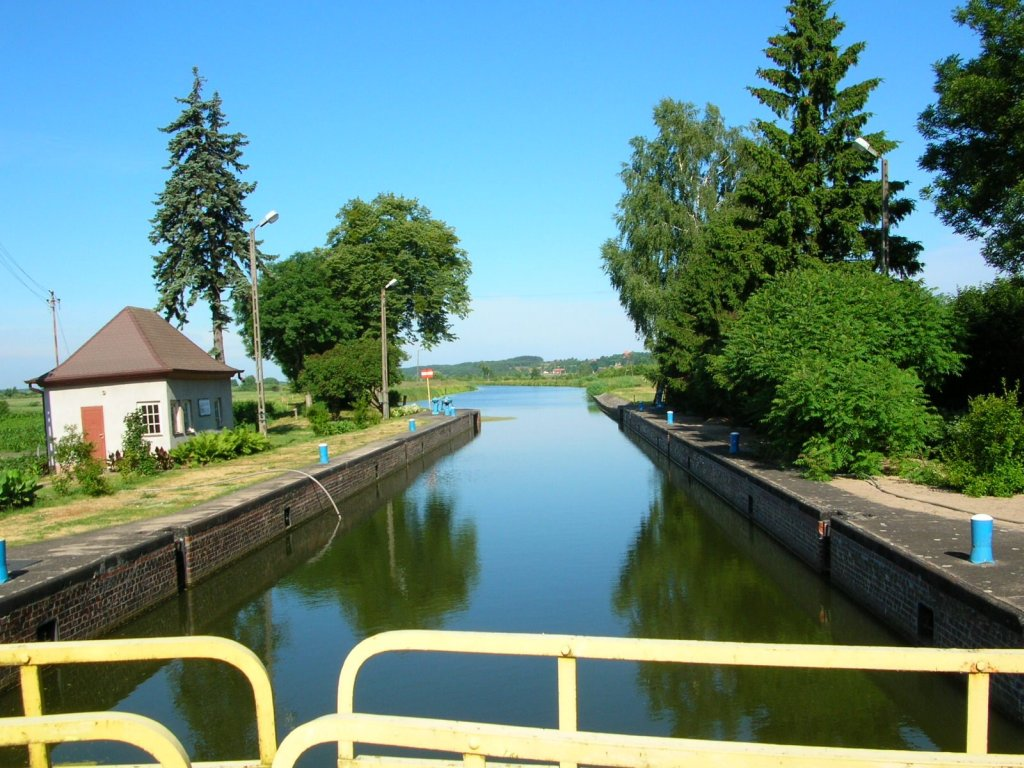
Jedna ze śluz stanowiska szczytowego Kanału Bydgoskiego: Śluza Osowa Góra.

Kanał żeglugowy wododziałowy – rodzaj kanału żeglugowego, zaliczany do kategorii kanałów łączących, który zapewnia połączenie dróg wodnych przebiegających odrębnymi rzekami lub dolinami rzecznymi, a tym samym umożliwia jednostkom pływającym przekroczenie działu wodnego. Ten rodzaj kanałów żeglugowych umożliwia więc budowanie spójnego systemu dróg wodnych, łącząc ze sobą istniejące, odrębne na poszczególnych rzekach, drogi wodne.

## Odcinki kanału wododziałowego

Przekrój wysokościowy Kanału Ren-Men-Dunaj.

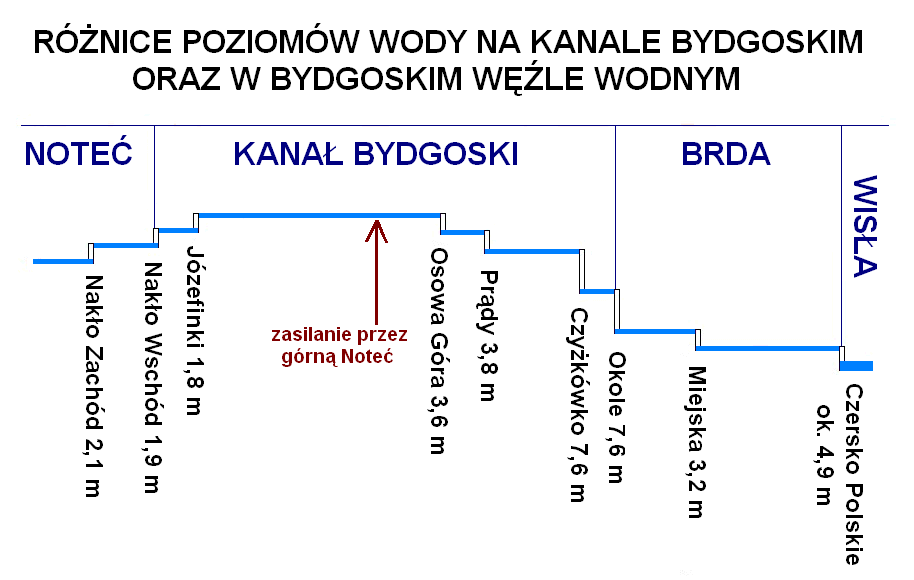
Przekrój wysokościowy Kanału Bydgoskiego.

Kanał wododziałowy składa się z trzech odcinków:
- odcinek kanału w dorzeczu jednej z łączonych rzek, na stokach jej doliny,
- stanowisko szczytowe (najwyżej położone stanowisko górne),
- odcinek kanału w dorzeczu drugiej z łączonych rzek, na stokach jej doliny.

Odcinki kanałów przebiegające na stokach dolin, biegnące do stanowiska szczytowego często trasuje się wzdłuż dopływów łączonych rzek.

## Rodzaje kanałów wododziałowych
Kanały wododziałowe można podzielić na:
kanał dwuspadowytj. taki, w którym występują wszystkie trzy wyżej wymienione odcinki, w tym oba odcinki położone w dolinach łączonych rzek pokonują istniejący spadek w każdej z dolin,
kanał jednospadowytj. taki, w którym tylko w jednej dolinie odcinek kanału musi pokonać określony spadek, natomiast w drugiej nie ma takiej konieczności, ten odcinek jest równocześnie specyficznym stanowiskiem szczytowym oddzielonym od pierwszego górnego stanowiska w dolinie rzeki sąsiedniej pojedynczym urządzeniem wodnym przeznaczonym do pokonywania spadu (śluza, pochylnia, podnośnia), z poziomem wody równym poziomowi wody łączonego akwenu; w tym przypadku zasilanie kanału w wodę może odbywać się bezpośrednio z akwenu stanowiącego stanowisko górne.

## Stanowisko szczytowe

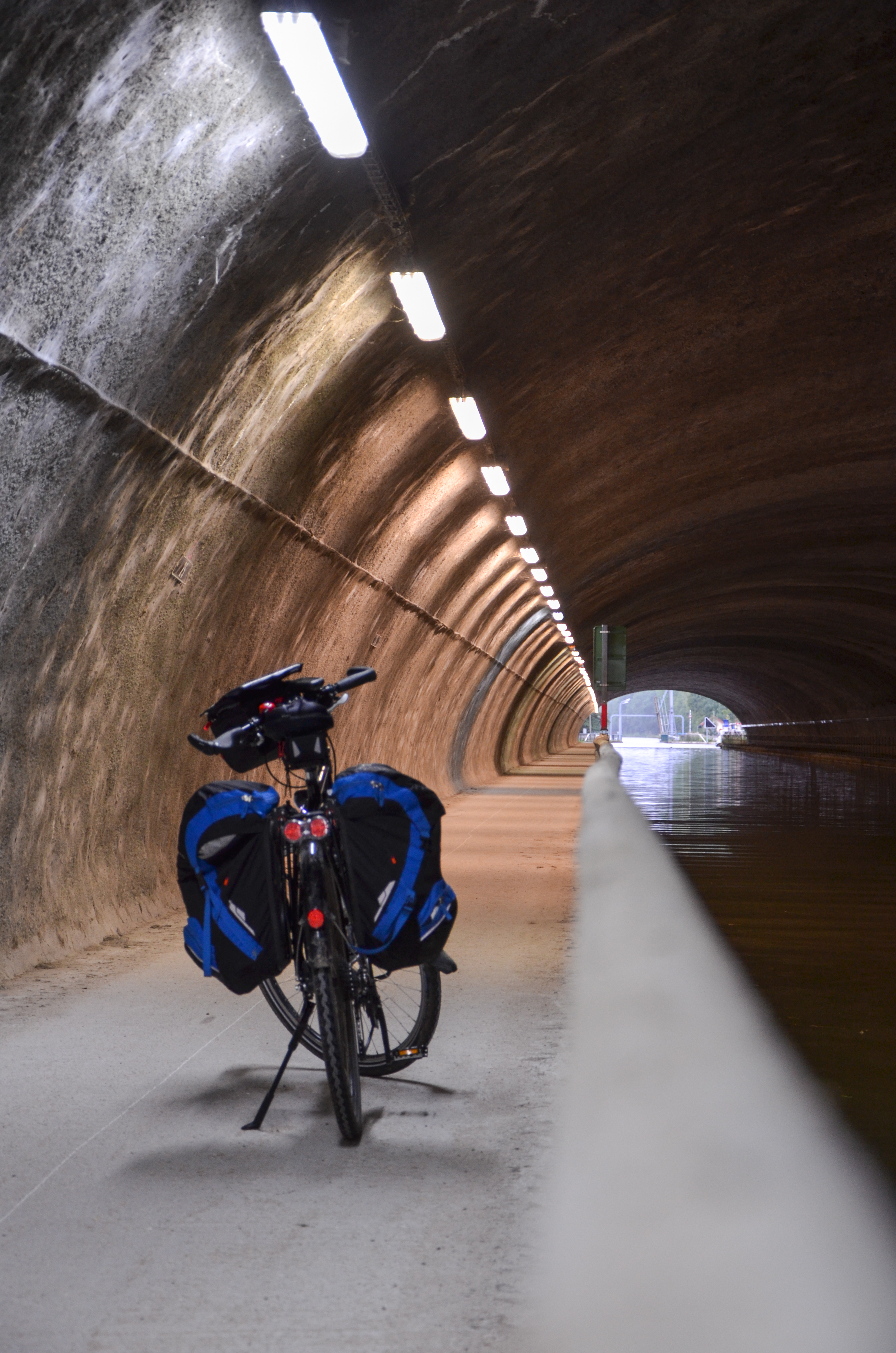
Tunel Kanału Marna-Saona (Francja).

Literatura przedmiotu podkreśla jako szczególnie istotne przyjęcie niwelety stanowiska szczytowego. Wynika to w szczególności z konieczności zapewnienia zasilania kanału w wodę na odpowiednim poziomie (w odpowiedniej ilości). O ile w kanale nie przewidziano dodatkowego zasilania na pośrednich stopniach piętrzących, całą ilość wody niezbędną do eksploatacji kanału należy dostarczyć do najwyżej położonego stanowiska górnego. Przy czym jest to przede wszystkim woda potrzebna do śluzowania na dwóch śluzach lub podnośniach, ale też i woda do innych celów wynikających z jej zużycia oraz na pokrycie strat wody jakie występują na kanale. Tym bardziej bywa to kłopotliwe, że stanowisko górne jest zamknięte z dwóch końców śluzą (lub podnośnią) i stąd obywa się w tej sytuacji zasilanie w wodę kanału w obydwu kierunkach do dwóch recypientów. Dlatego założenie stanowiska szczytowego powinno być wykonane możliwie nisko, tak aby zlewnia tego stanowiska mogła zapewnić odpowiedni dopływ wody, uwzględniają fakt, że dla stanowiska szczytowego występuje największe zapotrzebowanie wody (dwie śluzy lub podnośnie, a także czasem śluzy położonej niżej). Zwykle budowany jest w tym celu szczytowy zbiornik retencyjny. W historii budowy takich kanałów znaleźć można przykłady, w których stanowisko górne sytuowane było z powyższych względów w tunelu kanałowym (np. na kanałach francuskich: Saint-Quentin, Burgundzki, Marna-Saona).

## Przykłady kanałów wododziałowych
Przykładami kanałów wododziałowych są: 
- Kanał Lingqu - najstarszy na świecie kanał tego typu, w użyciu od III w.p.n.e., łączący dorzecza Jangcy i Rzeki Zachodniej[7]
- Kanał Bydgoski (Polska), łączący Odrzańską Drogę Wodną, Wartę i Noteć z Wisłą (Droga wodna Wisła-Odra)[8][9][10][11][12],
- Kanał Augustowski (Polska, Białoruś), łączący Wisłę i Narew z Niemnem[8][9][11][13],
- Kanał Saint-Quentin (Francja)[2],
- Kanał Burgundzki (Francja)[2],
- Kanał Marna-Saona (Francja)[2],
- Kanał Ren-Men-Dunaj[2][14][15][16],
- Kanał Wołga-Don[2][14],
- Kanał Dniepr-Bug, pop. Kanał Królewski (Białoruś)[2][17][18]
- Kanał Śródlądowy (Niemcy)[14][19].
- Wielki Kanał – najdłuższy sztuczny kanał transportowy z Hangzhou do Pekinu (ok. 1 800 km długości); przecina pięć większych rzek: Jangcy, Rzekę Żółtą, Hai He, Huai He i Qiantang Jiang[20].